# 자바CC
자바CC (JavaCC, 자바 컴파일러 컴파일러, Java Compiler Compiler)는 자바 프로그래밍 언어로 작성된 오픈 소스 구문 분석기이자 낱말 분석기 발생기이다. 자바CC는 EBNF 표기법으로 작성된 형식 문법의 파서를 생성한다는 점에서 yacc과 비슷하다. yacc과 달리 자바CC는 하향식 파서를 생성한다. 자바CC는 다음 k 입력 토큰에 기반한 선택을 해결할 수 있으므로 LL(k) 문법을 자동으로 처리할 수 있다. 또, 자바CC는 Lex와 비슷한 방식의 구문 분석기를 생성한다. 이를 동반하는 트리 빌더인 JJTree는 처음부터 트리를 구성한다.
자바CC는 BSD 라이선스로 배포된다.

## 역사
1996년, 썬 마이크로시스템즈는 잭(Jack)이라는 이름의 구문 분석기를 출시하였다. "잭"을 담당한 개발자들은 개발자들은 메타마타(Metamata)라는 이름의 회사를 설립하였고 잭이라는 이름을 자바CC로 변경하였다. 메타마타는 마침내 웹게인(WebGain)의 일부로 되었다. 웹게인의 운영을 종료한 다음 자바CC는 원래 위치로 이동되었다.

## 사용
자바CC를 사용하는 소프트웨어는 다음과 같다:
- 아파치 더비
- 빈셸
- 프리메이커
- PMD
- Vaadin
- Apache Lucene
- 자바파서

## 같이 보기
- ANTLR
- SableCC
- Coco/R
- Parboiled